# Dahmetal
Dahmetal település Németországban, azon belül Brandenburgban. Lakosainak száma 438 fő (2023. december 31.).

## Népesség
A település népességének változása:
| Lakosok száma | 492  | 476  | 462  | 459  | 455  | 438  |
|               | 2014 | 2017 | 2019 | 2021 | 2022 | 2023 |